# Профессиональный оборотень
Профессиональный оборотень — роман Андрея Белянина, написанный в соавторстве с Галиной Черной и изданный впервые в 2002 году.

## Сюжет
Эта книга, написанная в стиле юмористического фэнтези, рассказывает о приключениях простой девушки Алины, на которую напал монстр, когда та возвращалась домой поздним вечером.Чудом подоспевшая команда, в составе говорящего кота Агента 013 и Алекса Орлова - агентов организации по борьбе с монстрами на "Базе" будущего, сумели уничтожить чудище, но девушке, несмотря на это, грозит неминуемое превращение в подобную жуткую тварь. В результате «группа особого назначения» пополняется ещё одним членом. В поисках лекарства команда путешествует по различным параллельным мирам, уничтожая монстров, угрожающих мирному населению. В ходе своих приключений герои сталкиваются с упырями, гоблинами древней Японии, призраками Шотландии и даже со знаменитым зверем из Жеводана.

## Персонажи
- Алина Сафина
- Алекс Орлов
- Агент 013, кот